# TeamGym
Il TeamGym è uno sport ginnico proveniente dalla Scandinavia, dove si diffuse nei primi anni settanta; oggi è presente principalmente in Europa, ma è stato introdotto anche negli Stati Uniti. È una disciplina riconosciuta dalla UEG dal 2004. Questa è la più giovane disciplina della ginnastica dell’UEG ed è un entusiasmante modo di presentare la ginnastica.
La prima competizione ufficiale di TeamGym si è svolta in Finlandia nel 1996, ed attualmente un campionato europeo di club si svolge ogni anno pari. Fino al 2008 gli europei erano a squadre di club; dal 2010 sono diventati invece per squadre nazionali, e i club partecipano alla Coppa Europa.
Le competizioni sono a squadre (da 6 a 12 ginnasti), che possono essere di tre tipi: femminile, maschile o mista.
Tutte e tre le discipline richiedono un lavoro di squadra efficace e tecnica eccellente e sono necessarie buone abilità sia per gli elementi coreografici che per quelli acrobatici. Il Teamgym è attraente per gli spettatori, per i media, ma anche per gli sponsor in quanto è divertente ed emozionante da guardare. Le competizioni di Teamgym sono riconosciute per il loro ottimo spirito e per un'atmosfera emozionante.
Il Teamgym è una coinvolgente competizione a squadre e si svolge in tre discipline: Corpo libero a squadre (Floor), Corsia facilitante (Tumbling) e Mini-trampolino (Trampet).
Floor
La routine al floor è un esercizio eseguito con la musica su una superficie di tappeti non elastici di 16 m x 14 m. Tutti i componenti della squadra eseguono la routine al floor insieme. Il programma consiste principalmente in elementi ginnici pur sottolineando il buon lavoro di squadra e la presentazione espressiva. La coreografia è adattata alla musica così come il livello e la maturità della squadra. Si persegue una buona prestazione tecnica, movimenti correttamente collegati, la sicurezza d'esecuzione e della sincronizzazione così come una presentazione espressiva. Il punteggio del floor viene valutato in termini di elementi di Difficoltà (D), Composizione (C) ed Esecuzione (E) della routine. Gli elementi di Difficoltà devono includere differenti equilibri, salti ed elementi acrobatici scelti dal Codice dei Punteggi. I valori di difficoltà degli elementi eseguiti vengono sommati insieme per dare il Punteggio-D, il quale, anche se questo è illimitato di solito è vicino al 10.00 per le squadre di alto livello. Il Punteggio-C (max 4.00) include speciali elementi e richieste di composizione. La routine al floor deve includere un Elemento di Flessibilità, un Group Element e una Sequenza Ritmica, (che richiede all’intera squadra di spostarsi insieme da una parte all’altra dell’area del floor). I giudici controllano anche che i requisiti di Distribuzione della Difficoltà siano soddisfatti. Entrambi i punteggi di Difficoltà e Composizione sono dati dal Pannello-CD del Floor. Il Punteggio-E riflette quanto bene è stata eseguita la routine e valuta: precisione nelle formazioni; transizioni; sincronia; equilibrio e controllo; uniformità; esecuzione di elementi; esecuzione dinamica; ampiezza & estensione. Ci sono anche requisiti Coreografici che rientrano nel Punteggio-E (max 10.0) il quale è dato dal Pannello-E del Floor.
L’area su cui si esegue l’esercizio di squadra al Corpo Libero (Floor) è: metri 18 x 14 con corsie da 35 mm direttamente appoggiate al pavimento.
Tumbling
Le squadre eseguono le serie di elementi acrobatici su un tumbling di 15 m con anche lo streaming tra i ginnasti. I tre rounds al tumbling devono variare ed essere composti da almeno tre differenti elementi acrobatici, senza passi intermedi. Tutti i sei ginnasti devono eseguire esattamente la stessa serie nel primo round. Nel secondo e terzo round il valore di difficoltà può essere aumentato alzando la difficoltà degli elementi eseguiti. Un'altra richiesta specifica al tumbling è che la squadra deve eseguire almeno un round indietro e un round avanti. In questi round tutti gli elementi devono essere avanti o indietro.
Lunghezza 15 metri, larghezza 2 metri, altezza 35 cm. Per le competizioni nazionali è consentito anche l’air track da 20 cm a superficie piatta, sempre però 15 metri x 2 metri. L’area di arrivo è di metri 4 x 7 alla stessa altezza della corsia rimbalzante La corsia di rincorsa è di metri 15 alla stessa altezza della corsia rimbalzante.
Trampolino (Trampet)
Le squadre eseguono le serie di elementi acrobatici su un tumbling di 15 m con anche lo streaming tra i ginnasti. I tre rounds al tumbling devono variare ed essere composti da almeno tre differenti elementi acrobatici, senza passi intermedi. Tutti i sei ginnasti devono eseguire esattamente la stessa serie nel primo round. Nel secondo e terzo round il valore di difficoltà può essere aumentato alzando la difficoltà degli elementi eseguiti. Un'altra richiesta specifica al tumbling è che la squadra deve eseguire almeno un round indietro e un round avanti. In questi round tutti gli elementi devono essere avanti o indietro.
Telaio cm. 120 x 120 (4 lati, no open) Telo cm. 60 x 60 Molle (36 o 40) in acciaio con copertura di sicurezza Altezza: parte frontale 25 cm fissa parte posteriore regolabile da 65 a 80 cm Tavola per volteggio, altezza: da cm 150 a 165 per i Senior da cm 145 a 165 per gli Junior da cm 125 a 165 per i Giovani L’area di arrivo è di metri 4 x 7 e di 30/35 cm di altezza. Possibile usare un safety mat da 10 cm. La corsia di rincorsa è di metri 25.